# みにくい海
『みにくい海』（The Ugly Sea）はR・A・ラファティの短編小説。『リテラリー・レヴュー』誌1961年秋号に発表され、日本では伊藤典夫の訳が『ファンタジーへの誘い』（講談社、1977年）、『つぎの岩につづく』（早川書房、1996年）に収録された。ラファティのほかの短編でも登場する「苦虫ジョン」というキャラクターが語り手をつとめる。

## あらすじ
苦虫ジョンは仲間の船乗りに語る。海は醜い、と。神に選ばれた人物は海の近くには絶対に住まない。ユダヤ人で海辺に住んだのはただ一人だけだ。その男はもともと商人だったが、船乗りたちの集う港町にたまたま寄って、そこの酒場に勤める足に障害を持つ娘のピアノ演奏があまりに酷いので文句をつけた。ユダヤ人は娘に興味を持つが、娘はつれない態度を取る。そして、彼は彼女の気を惹くために船乗りになる。彼女は他の船乗りたちと何度か結婚するが、「びっこの娘と結婚した船乗りは早死にする」という言い伝えどおりに、彼らはみな死んでしまう。ユダヤ人が彼女に求婚すると、彼女は海を離れることを条件に承諾する。しばらく二人は、素敵な山の手の夫婦として幸福に暮らすが、ユダヤ人は、たまたま港に近づいたときに、船に欠員が出たという情報を耳にしてしまう。
- ジョン「それから彼はどうしたと思う？」
- 仲間「海に戻った」
- ジョン「どうして分かった？」
- 仲間「当たり前じゃないか」

残された女は、地図とコンパスで海から最も遠い町を探した。